# India Buildings

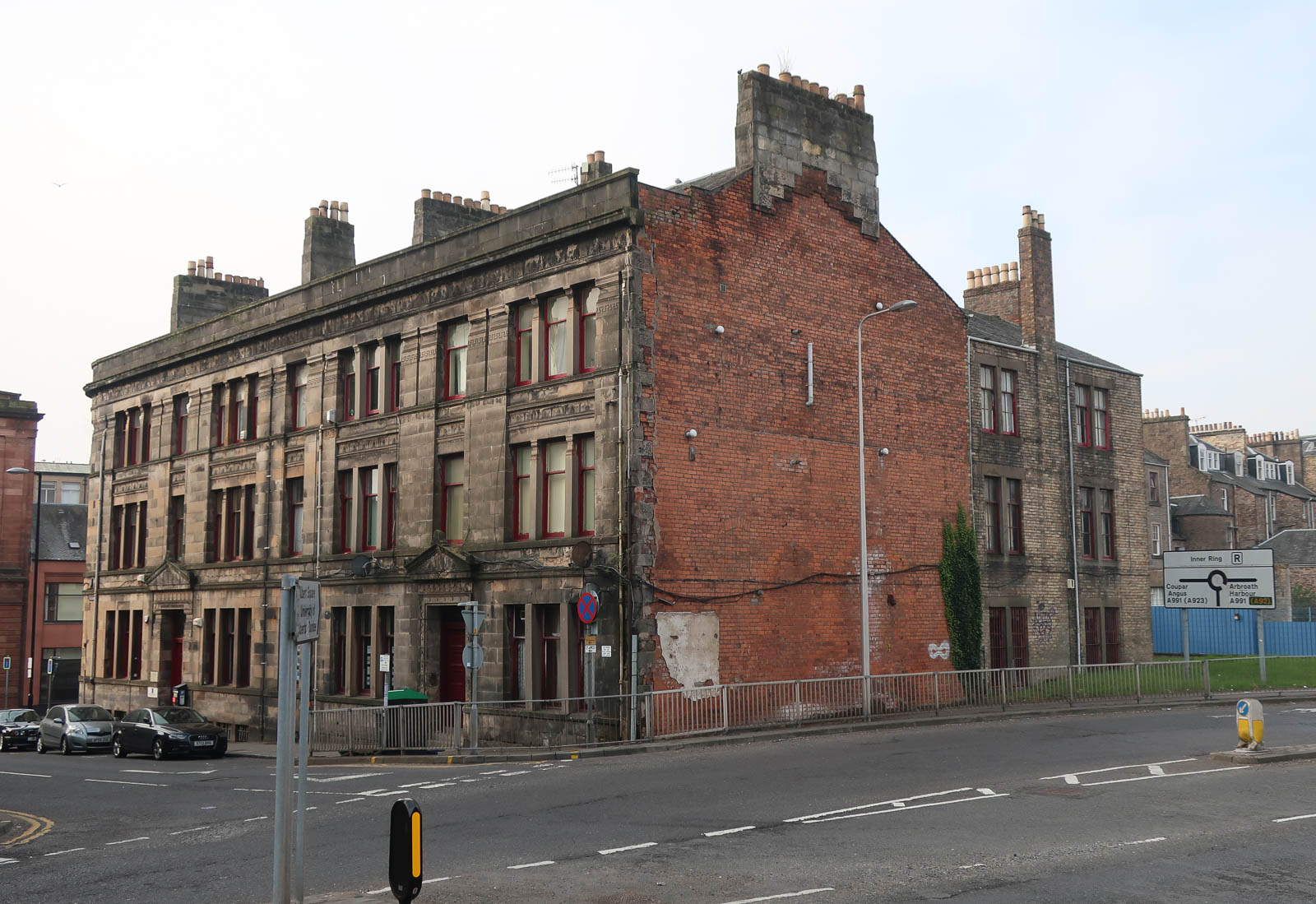
India Buildings

Die India Buildings sind ein Geschäftsgebäude in der schottischen Stadt Dundee in der gleichnamigen Council Area. 1965 wurde das Bauwerk in die schottischen Denkmallisten in der höchsten Denkmalkategorie A aufgenommen.

## Beschreibung
Die India Buildings wurden im Jahre 1874 fertiggestellt. Für den Entwurf zeichnet der schottische Architekt John Murray Robertson verantwortlich. Bereits zwei Jahre nach Fertigstellung wurde das Gebäude erweitert.
Das dreistöckige Geschäftsgebäude steht am Nordrand des Stadtzentrums von Dundee an der Einmündung der Victoria Road in die Bell Street abseits der A929. In der Nähe befinden sich die University of Abertay sowie die High School of Dundee. Stilistisch weist das Greek-Revival-Gebäude Parallelen zur Architektur Alexander Thomsons auf. Während entlang der Frontfassade Natursteinquader verbaut wurden, besteht das Mauerwerk der Seitenfassaden sowie die rückwärtige Fassade aus Backstein. Die symmetrisch aufgebaute Fassade entlang der Bell Street ist fünf Achsen weit. Auf den Achsen zwei und vier sind die Fenster zu Drillingen gekuppelt. Ein Dreiecksgiebel mit ornamentiertem Tympanum bekrönt das zentrale Eingangsportal. Ein Anthemienfries gliedert die Fassade horizontal. Ein Kranzgesims schließt die Fassade. Die sieben Achsen weite Fassade entlang der Victoria Road ist analog ausgestaltet. Das abschließende Dach ist mit Schiefer eingedeckt.